# Justo Sierra, Bejucal de Ocampo
Justo Sierra är en ort i Mexiko.   Den ligger i kommunen Bejucal de Ocampo och delstaten Chiapas, i den sydöstra delen av landet, 900 km sydost om huvudstaden Mexico City. Justo Sierra ligger 2 248 meter över havet och antalet invånare är 107.
Terrängen runt Justo Sierra är kuperad söderut, men norrut är den bergig. Runt Justo Sierra är det ganska tätbefolkat, med 96 invånare per kvadratkilometer. Närmaste större samhälle är Frontera Comalapa, 13,3 km norr om Justo Sierra. I omgivningarna runt Justo Sierra växer huvudsakligen savannskog.